# Kościół św. Józefa Oblubieńca w Łagiewnikach
Kościół świętego Józefa Oblubieńca – rzymskokatolicki kościół parafialny należący do parafii pod tym samym wezwaniem (dekanat Piława Górna diecezji świdnickiej).
Obecna późnobarokowa forma świątyni związana jest z ostatnią odbudową po pożarze z dnia 26 września 1797 roku. Świątynia została wzniesiona na miejscu dawnej kaplicy o konstrukcji szachulcowej i zachował zbliżony do niej kształt (została dobudowana tylko wieża). Kościół posiada plan prostokąta i nakrywa go dach czterospadowy pobity blachą. Elewacja frontowa jest siedmioosiowa i posiada jednoosiowy ryzalit – kwadratową wieżę nakrytą blaszanym dachem namiotowym. Wnętrze posiada bogate wyposażenie w stylu barokowym i rokokowym. Jest ono oświetlone przez dwie kondygnacje okien zamkniętych łukiem odcinkowym i prostokątnych. Przez łącznik bramny świątynia jest połączona z dawnym dworem i dawnym budynkiem klasztornym cystersów.